# Tabori Preis
Der Tabori Preis ist die bundesweit höchste Auszeichnung für die Freien Darstellenden Künste. Er wird seit Mai 2010 jährlich vom Fonds Darstellende Künste an herausragende professionelle frei produzierende Künstler und Ensembles vergeben. Eine Fachjury wählt die Gewinner aus allen Gruppen und Künstlern, die in den vergangenen fünf Jahren vom Fonds Darstellende Künste ausgewählt und befördert wurden.

## Geschichte
Der Fonds Darstellende Künste wurde 1985 in Bonn gegründet. Seit 1987 fördert er bundesweit herausragende professionelle freie Projekte aller Sparten der Freien Darstellenden Künste. 2010 wurde der Tabori Preis erstmals verliehen. Der Fonds – der zu diesem Zeitpunkt seine Zuwendung von 1 Million Euro von der Kulturstiftung des Bundes erhielt – initiierte zum Anlass seines 25-jährigen Bestehens im Jahr 2010 den George Tabori Preis, der erstmals im Mai 2010 an der letzten Wirkungsstätte George Taboris, im Berliner Ensemble, vergeben wurde.
Neben den zwei bis dahin üblichen Kategorien des Haupt- und Förderpreises vergab die Jury zur Feier des 100. Geburtstags von Tabori im Haus der Berliner Festspiele zusätzlich einen undotierten Ehrenpreis. Mit ihm wurde die Compagnie Sasha Waltz & Guests ausgezeichnet.
Seit 2019 werden neben dem mit 25.000 € (Stand 2022) dotierten Tabori Preis zwei mit je 15.000 € (Stand 2022) dotierte Tabori Auszeichnungen verliehen. Es gibt keine Nominierten mehr, sondern nur noch Gewinner. 2022 wurde außerdem erstmals eine ebenfalls mit 15.000 € dotierte Tabori Auszeichnung international „für international tätige Künstler*innen“ verliehen.
Seit der ersten Ausgabe des Tabori Preises fand die Preisverleihung an verschiedenen Berliner Spielstätten statt, wie dem Berliner Ensemble, dem Radialsystem V, dem Maxim-Gorki-Theater, den Sophiensaelen, den Berliner Festspielen, dem Hebbel-Theater, dem Heimathafen Neukölln zu Gast. 2019 wurde der Preis zum dritten Mal in Folge im HAU1 des HAU Hebbel am Ufer überreicht.

## Preisträger
| Jahr | Kategorie Hauptpreis                                         | Kategorie Förderpreis   |
| ---- | ------------------------------------------------------------ | ----------------------- |
| 2010 | Harriet Maria und Peter Meining/norton.commander.productions | Gintersdorfer/Klaßen    |
| 2011 | Nico and the Navigators                                      | aufBruch                |
| 2012 | Compagnie Toula Limnaios                                     | HUNGER&SEIDE            |
| 2013 | Wilde & Vogel                                                | half past selber schuld |
| 2014 | NOVOFLOT                                                     | Theater o.N.            |
| 2015 | She She Pop                                                  | kainkollektiv           |
| 2016 | Antje Pfundtner in Gesellschaft                              | pulk fiktion            |
| 2017 | LIGNA                                                        | Markus&Markus           |
| 2018 | copy & waste                                                 | Turbo Pascal            |

| Jahr | Kategorie Tabori Preis                        | Kategorie Tabori Auszeichnung       |
| ---- | --------------------------------------------- | ----------------------------------- |
| 2019 | MONSTER TRUCK                                 | Ben J. Riepe Kompanie machina eX    |
| 2020 | Gob Squad                                     | Anta Helena Recke Christoph Winkler |
| 2021 | Constanza Macras \| Dorky Park                | Flinn Works Ligia Lewis             |
| 2022 | Meine Damen und Herren (Performancekollektiv) | Simone Dede Ayivi Overhead Project  |

Preisträger seit 2022 – Tabori Auszeichnung international
- 2022: Nicoleta Esinencu & teatru-spălătorie